# Zadania brzegowe
Zadania brzegowe – uogólnienie zadań początkowych, w których poszukuje się rozwiązania {\displaystyle y(x)} układu {\displaystyle n} zwyczajnych równań różniczkowych
{\displaystyle y'=f(x,y),}
{\displaystyle y=[y_{1},y_{2},\dots ,y_{n}]^{T},}
{\displaystyle f(x,y)=[f_{1}(x,y_{1},y_{2},\dots y_{n}),f_{2}(x,y_{1},y_{2},\dots y_{n}),\dots f_{n}(x,y_{1},y_{2},\dots y_{n})]^{T}}
spełniającego warunki brzegowe dane w postaci
{\displaystyle Ay(a)=By(b)=c,}
gdzie liczby {\displaystyle a=b} są dane, {\displaystyle A} i {\displaystyle B} są macierzami kwadratowymi rzędu {\displaystyle n,} a {\displaystyle c} jest wektorem w {\displaystyle R^{n}.}